# Organització Popular d'Alliberament Unida Oromo
L'Organització Popular d'Alliberament Unida Oromo (United Oromo People's Liberation Organization UOPLO, anomenada també Tekutchuma) és un moviment polític d'Etiòpia esmentat en algunes fonts i que probablement és el mateix que el Front Popular d'Alliberament Oromo després (1994) Front Popular d'Alliberament Unificat Oromo. S'assenyala que el UOPLO va tenir 1 escó al Consell de Transició (una mena de Parlament provisional) el 1991, que en realitat hauria estat del Front Popular d'Alliberament Oromo (OPLF) que estava aliat al govern de transició de majoria tigranya. El 1999 apareix al servei d'Eritrea i hauria participat en el primer i segon ULFO (Forces Unides d'Alliberament d'Oròmia).